# Huntsville Flight 2004-2005
La stagione 2004-05 degli Huntsville Flight fu la 4ª nella NBA D-League per la franchigia.
Gli Huntsville Flight arrivarono terzi nella NBA D-League con un record di 27-21. Nei play-off persero al primo turno contro gli Asheville Altitude (0-1).

## Roster
| N° | Naz.                   | Ruolo | Sportivo          | Anno | Alt. | Peso |
| -- | ---------------------- | ----- | ----------------- | ---- | ---- | ---- |
|    | Stati Uniti (bandiera) | A     | Damon Thornton    | 1977 | 203  | 111  |
|    | Stati Uniti (bandiera) | G     | Brandon Hawkins   | 1980 | 190  | 83   |
| 00 | Stati Uniti (bandiera) | A     | Rodney Bias       | 1979 | 206  | 109  |
| 4  | Stati Uniti (bandiera) | GA    | Joe Shipp         | 1981 | 195  | 99   |
| 5  | Stati Uniti (bandiera) | C     | Randall Orr       | 1982 | 211  | 953  |
| 6  | Stati Uniti (bandiera) | A     | Bryant Matthews   | 1982 | 201  | 98   |
| 9  | Stati Uniti (bandiera) | G     | Ronald Blackshear | 1981 | 195  | 95   |
| 10 | Stati Uniti (bandiera) | AP    | Austin Nichols    | 1982 | 198  | 100  |
| 11 | Guyana (bandiera)      | G     | Jason Miskiri     | 1975 | 188  | 79   |
| 16 | Cina (bandiera)        | C     | Mengke Bateer     | 1975 | 211  | 132  |
| 25 | Stati Uniti (bandiera) | A     | Damone Brown      | 1979 | 206  | 91   |
| 28 | Stati Uniti (bandiera) | P     | Ed Scott          | 1981 | 182  | 79   |
| 30 | Stati Uniti (bandiera) | C     | Earl Barron       | 1981 | 213  | 111  |
| 32 | Stati Uniti (bandiera) | G     | Bernard King      | 1981 | 195  | 88   |
| 34 | Stati Uniti (bandiera) | C     | Kyle Davis        | 1986 | 206  | 107  |
| 45 | Stati Uniti (bandiera) | A     | Cedric Henderson  | 1975 | 201  | 98   |
| 50 | Stati Uniti (bandiera) | P     | Antoine Pettway   | 1982 | 182  | 77   |
| 55 | Messico (bandiera)     | C     | Adam Parada       | 1981 | 213  | 120  |

## Staff tecnico
- Allenatore: Ralph Lewis
- Vice-allenatore: Roy Rogers
- Preparatore atletico: Scott Faust